# Thinophilus androegenus
Thinophilus androegenus är en tvåvingeart som beskrevs av Jennifer L. Hollis 1964. Thinophilus androegenus ingår i släktet Thinophilus och familjen styltflugor. Inga underarter finns listade i Catalogue of Life.